# Sedra
Sedra ili bigar je sedimentna stijena i pripada grupi karbonatnih stijena. Nastaje oko hladnih izvora. Karakteristična je zbog svoje šupljikavosti.
Sedra je monomineralna stijena, što znači da je izgrađena od samo jednog minerala - kalcita. Struktura je kriptokristalasta, dok je tekstura šupljikava.
Nastaje oko hladnih izvora, izlučivanjem kalcijevog karbonata iz zasićene vodene otopine kalcijevog hidrogenkarbonata. To se događa na mjestima gdje vodeni tok gubi kinetičku energiju ili zbog neke prepreke (vodeno bilje) ili zbog smanjenja nagiba. Šupljikava tekstura javlja se zbog toga što se kalcit taloži oko biljaka, a nakon njihovog izumiranja zaostaju šupljine. 

## Stvaranje sedre
Prema mjestu postanka, sedra može biti:
- jezerska,
- riječna,
- izvorska.

## Najpoznatija sedronosna područja
- Nacionalni park Plitvička jezera
- Nacionalni park Una, Bosna i Hercegovina  Arhivirana inačica izvorne stranice od 2. prosinca 2019. (Wayback Machine)
- Jezero Pyramid, Nevada, SAD
- Jezero Mono, Kalifornija, SAD
- Trona Pinnacles, Kalifornija, SAD
- North Dock Tufa, Ujedinjeno Kraljevstvo
- Ashtarak, Armenija